# Burlington (Wisconsin, nagyváros)
Burlington nagyváros (city) az Amerikai Egyesült Államok Wisconsin államában, Racine és Walworth megyében. Lakosainak száma 11 047 fő (2020. április 1.).

## Népesség
A település népességének változása:

| 2010 | 10 464 |
| 2020 | 11 047 |